# شهرستان دونگوانگ
شهرستان دونگوانگ (به لاتین: Dongguang County) یک منطقهٔ مسکونی در چین است که در کانگجو واقع شده‌است. شهرستان دونگوانگ ۷۱۰ کیلومتر مربع مساحت و ۳۵۰٬۰۰۰ نفر جمعیت دارد و ۱۶ متر بالاتر از سطح دریا واقع شده‌است.